# Ritualerne (film)
Ritualerne er en svensk dramafilm skrevet og instrueret af Ingmar Bergman. Filmen fik premiere den 25. marts 1969 og handler om en gruppe skuespillere, der afhøres af en dommer på hans kontor. Han udspørger dem om et skuespil, truppen har opført, som er blevet beskyldt for at være uanstændigt.
Filmens hovedtemaer omfatter performancekunst, kunstnerisk frihed og censur i et bureaukratisk dødsrige. Andre temaer omfatter psykologiske og interpersonelle konflikter, som hovedpersonerne i filmen står over for.

## Medvirkende
- Erik Hell som dommeren Abrahamson
- Ingrid Thulin som Thea Winkelmann
- Gunnar Björnstrand som Hans Winkelmann
- Anders Ek som Sebastian Fischer
- Ingmar Bergman som præst